# Muñosancho
Muñosancho es un municipio y localidad española de la provincia de Ávila, en la comunidad autónoma de Castilla y León. El término municipal tiene una población de 88 habitantes (INE 2024).

## Geografía
La localidad está situada a una altitud de 905 m sobre el nivel del mar.
| Noroeste: Flores de Ávila | Norte: Cisla            | Noreste: Cisla              |
| Oeste: Flores de Ávila    |                         | Este: Fontiveros            |
| Suroeste: Salvadiós       | Sur: Rivilla de Barajas | Sureste: Rivilla de Barajas |

## Historia
A mediados del siglo XIX el lugar tenía contabilizada una población de 142 habitantes. Aparece descrito en el decimoprimer volumen del Diccionario geográfico-estadístico-histórico de España y sus posesiones de Ultramar de Pascual Madoz de la siguiente manera:

MUÑO-SANCHO: l. con ayunt. de la prov. y dióc de Avila (8 leg.), part. jud. de Arévalo (6), aud. terr. de Madrid (22), c g. de Castilla la Vieja (Valladolid 19), sit. en una pequeña altura que mira al E., y en la carretera que de Madrid dirige á Salamanca: le combaten todos los vientos, en particular el O., y su clima algun tanto frío, es propenso á constipados y tercianas: tiene 54 casas de mediana construccion, distribuidas en varias calles y una plaza: hay casa de ayunt. que á la par sirve de cárcel, escuela de instruccion primaria, comun á ambos sexos, á la que concurren 16 á 20 alumnos, que se hallan a cargo de un maestro, dotado con 18 fan. de trigo, pagadas por los padres de los niños, y una igl. parr. (San Juan Bautista), aneja de Fontigueros, servida por un vicario que nombra el párroco de la matriz: hay una ermita, Ntra. Sra. de Gracia, llamada vulgarmente de las Heras, el campo santo está en parage que no ofende la salud pública; y se surten los vec. de aguas potables, de una fuente que se encuentra en las inmediaciones del pueblo, haciéndolo para el de los ganados, de varios pozos y del arroyo titulado Tejar: el térm. confina N. Villamayor; E. Fontiveros; S. Narros del Castillo, y O. Flores de Avila: se estiende 1/4 de leg., poco mas ó menos en todas direcciones; y comprende un desp. titulado Gimiguel; algunos pastos, 1,000 fan. de tierra cultivada y 100 incultas: de las primeras 300 de primera clase, destinadas a cebada y trigo; 500 de segunda, á trigo y algarrobas, y 200 de tercera, á centeno: atraviesa el térm. con dirección de O. á E., y á poca distancia del pueblo, el citado r. Teja; cuyo curso se interrumpe en el estio. El terreno en lo general es llano, de miga y árido. caminos: los que dirigen á los pueblos limítrofes y la carretera de Salamanca. El correo se recibe de la estafeta de Peñaranda, por los mismos interesados. prod.: trigo, cebada, centeno, algarrobas, garbanzos y algunas legumbres: mantiene ganado lanar y vacuno, y cria caza de liebres, perdices otras aves y algunos lobos. ind. y comercio: la agrícola y la esportacion de los frutos sobrantes á los mercados de Peñaranda de Bracamonte, de cuyo punto, los hab. de este pueblo se surten de todo lo necesario. pobl.: 41 vec., 142 alm. cap. prod.: 830,425 rs. imp.: 33,217. ind. y fabril 3,200. contr.: 7,918 rs. con 1 maravedí.
(Madoz, 1848, pp. 692-693)

## Demografía
Muñosancho cuenta con una población de 88 habitantes (INE 2024).
| Gráfica de evolución demográfica de Muñosancho entre 1842 y 2021 |
| |
| Población de derecho según los censos de población del INE. Población de hecho según los censos de población del INE.Entre el censo de 1857 y el anterior, crece el término del municipio porque incorpora a Villamayor. |